# Caligus bicycletus
Caligus bicycletus is een eenoogkreeftjessoort uit de familie van de Caligidae. De wetenschappelijke naam van de soort is voor het eerst geldig gepubliceerd in 1945 door Heegaard.